# Viljajärvi
Viljajärvi är en sjö i kommunen Mäntyharju i landskapet Södra Savolax i Finland. Sjön ligger 81,5 meter över havet. Arean är 47 hektar och strandlinjen är 5,24 kilometer lång. Sjön  ingår i Vuoksens huvudavrinningsområde.   Den ligger omkring 48 kilometer söder om S:t Michel och omkring 170 kilometer nordöst om Helsingfors. 
I sjön finns ön Poikimasaari. 